# Scânteia (okręg Jassy)
Scânteia – wieś w Rumunii, w okręgu Jassy, w gminie Scânteia. W 2011 roku liczyła 1811 mieszkańców.